# Aleksandra Wańczyk
Aleksandra Wańczyk (ur. 1 stycznia 1996 w Nowym Sączu) – polska siatkarka grająca na pozycji atakującej, młodzieżowa reprezentantka kraju. Zdobywczyni złotego medalu na mistrzostwach Europy kadetek w 2013 roku. Od sezonu 2018/2019 występuje w drużynie Energa MKS Kalisz.

## Sukcesy reprezentacyjne
Mistrzostwa Europy Wschodniej EEVZA:
- 2012

Mistrzostwa Europy Kadetek:
- 2013